# وادي الحزيمي
وادي الحزيمي أحد وديان العراق يقع جنوب شرق صحراء مدينة الرطبة في محافظة الانبار غرب العراق، وهو أحد الوديان المتشعبة من وادي حوران.